# Apure
Apure là một trong 23 bang của Venezuela, giáp với các tỉnh Norte de Santander, Boyacá, Arauca và Vichada của Colombia. Thủ phủ của bang là thành phố San Fernando de Apure. Theo ước lượng, năm 2007 dân số của bang này là 473.900 người.